# Premio Nacional de Investigación Blas Cabrera
El Premio Nacional de Investigación Blas Cabrera es un premio de Ciencias físicas, de los materiales y de la Tierra convocado por el Ministerio de Ciencia, Innovación y Universidades de España.
El premio se instauró en 2001 y pertenece junto con otros nueve premios a los Premios Nacionales de Investigación. La dotación ascendía a 100.000 €.
El premio dejó de adjudicarse a partir de 2011 por causa de recortes los económicos. El último galardonado fue  Francisco Guinea quien criticó duramente los recortes del gobierno en ciencia. Se recuperó en 2018 con una dotación de 30.000€.
El objetivo de todos estos premios es el reconocimiento de los méritos de las científicos o investigadores españoles que realizan «una gran labor destacada en campos científicos de relevancia internacional, y que contribuyan al avance de la ciencia, al mejor conocimiento del hombre y su convivencia, a la transferencia de tecnología y al progreso de la Humanidad».

## Premiados
| Año  | Investigador                     | Trabajo |
| ---- | -------------------------------- | --- |
| 2001 | Fernando Flores Sintas           | contribuciones teóricas a la física de superficies, intercaras de semiconductores y a la microscopía de efecto túnel |
| 2003 | Xavier Obradors Berenguer        | magnetismo y la superconductividad de altas temperaturas. |
| 2005 | Pedro Miguel Etxenike Landiríbar | interacciones de partículas con superficies |
| 2007 | Juan Ignacio Cirac Sasturain     | excepcionales contribuciones a la Física atómica y de la materia condensada, específicamente a la información cuántica y a la Física cuántica de muchos cuerpos |
| 2009 | Javier Tejada                    | Magnetismo cuántico, en concreto el efecto túnel resonante de espín |
| 2011 | Francisco José Guinea López      | Física de la Materia Condensada, estructura electrónica y propiedades del grafeno |
| 2018 | Rafael Rebolo López              | Contribuciones al conocimiento del cosmos y al descubrimiento de exoplanetas gigantes y supertierras, el decaimiento de estrellas en agujeros negros y la detección del fondo de microondas y su anisotropía. |
| 2020 | Luis Ibáñez Santiago             | Por su labor investigadora en el ámbito de las teorías de la supersimetría, teoría de las cuerdas y de la supergravedad, campos a los que ha contribuido a través de investigaciones pioneras en trabajos de referencia para la concepción actual de la Física de Partículas. Dicha trayectoria científica ha supuesto, a su vez, una relevante aportación al posicionamiento de la Física española a nivel internacional. |
| 2021 | Francisco José García Vidal      | Por sus aportaciones en el campo de la Nanofotónica, la Plasmónica y los Metamateriales |
| 2022 | José Cernicharo Quintanilla      | Por su liderazgo a nivel mundial en el campo de la astrofísica molecular y sus aportaciones multidisciplinares que están teniendo un gran impacto en varios ámbitos de las ciencias físicas, químicas y de materiales. |